# Best Player
Best Player is een tv-film uit 2011. De film werd op 12 maart 2011 in de Verenigde Staten uitgebracht. In Nederland werd de nagesynchroniseerde versie uitgebracht op 28 augustus 2011. De hoofdrollen zijn van Jerry Trainor als Quincy Johnson en Jennette McCurdy als Chris "Prodigy" Saunders. Zij zijn twee sterren van de Nickelodeon-tv-serie iCarly.

## Verhaal
Quincy Johnson (Jerry Trainor) is een werkloze volwassen gamer die thuis woont bij zijn ouders. Quincy speelt een videogame genaamd 'Black Hole' met een avatar met de naam Q, en staat bekend in de gaming community om zijn vele prijzen en wereldrecords.
Tot groot ongenoegen van Quincy besluiten zijn ouders hun huis te verkopen, wat betekent dat Quincy op zoek moet naar een ander huis.
Quincy besluit te proberen het huis van zijn ouders te kopen voor een aanbetaling van $175.000. Hij is van plan aan het geld te komen door een toernooi van ‘Black Hole’ te winnen.
Hij bespreekt het dilemma met zijn nummer één fan, Wendell. Tijdens het oefenen voor het toernooi vindt Quincy  een speler genaamd Prodigy die hij niet kan verslaan. Quincy en Wendell besluiten om erachter te komen wie Prodigy echt is waardoor de kans op het winnen veilig is, omdat Quincy zich moet kwalificeren voor het toernooi.
Als ze Prodigy’s huis vinden, ontdekt Quincy dat Prodigy eigenlijk maar een verdrietig middelbaar schoolmeisje is met de naam Chris Saunders (Jennette McCurdy). Zij denkt dat Quincy de internetdate van haar moeder is. Hij zegt haar dat hij de internetdate is, zodat hij op Chris kan letten. Dit mislukt bijna als de echte meneer Johnson, die de officiële date van Tracy (moeder van Chris) is bijna arriveert. Wendell zorgt dat het niet mislukt door meneer Johnson neer te trappen. Als Tracy aan Quincy vraagt wat voor werk hij nou echt doet zegt hij tegen haar dat hij les op school geeft in huishoudkunde. Hij vertelt later dat hij les aan Chris geeft. Tracy vertelt hem dan dat wanneer Chris een onvoldoende op haar project haalt, ze niet meer mag gamen van haar. De volgende dag irriteert Chris haar leraar huishoudkunde, meneer Anders Johnson (Quincy). Chris gaat naar natuurkunde en moet haar project als eerst laten zien. Hier hebben Quincy en Wendell de hele nacht mee geknoeid. Uiteindelijk gaat het mis en krijgt Chris een 10+ op haar wetenschapsproject. Chris ziet met tevredenheid  uit naar het toernooi tegen Quincy, want ze denkt dat ze de $175.500 zal winnen in het “Black Hole”-toernooi.
De volgende dag heeft Quincy een idee. Quincy vraagt een groep jongens of ze interesse hebben in Chris, maar iedereen loopt weg, behalve Sheldon (Nick Benson). Hij geeft toe ongemerkt verliefd te zijn op Chris. In de bibliotheek meldt Quincy Sheldon aan voor een voetbaltoernooi, waar hij flink wordt aangepakt. Later, als ze een excursie houden in een gaming-hal die gepland is door Quincy, zegt hij tegen Tracy dat Ash Chris heeft gevraagd mee te gaan naar het bal en dat ze daarom het toernooi zal moeten missen. Quincy zegt tegen Chris dat er nog genoeg toernooien zullen komen en gaat op het internet om het te bewijzen. Tussen een paar toernooien door ziet ze Quincy op een tijdschrift. Quincy moet van Tracy het huis verlaten en Chris zegt nog dat ze hem zal verpletteren tijdens het toernooi. Hij moet ook weg uit het huis van Wendell, omdat hij meer om Tracy geeft dan het gamen. Chris bepaalt te zeggen tegen Ash dat ze niet naar het bal gaat maar toch nog naar het toernooi gaat.
De volgende dag gaan ze naar het toernooi, in level één wint Quincy. In niveau twee, echter, wint Wendell, en bij niveau drie wint Chris. Shellshock (Sheldon) verschijnt. Voor de finale vraagt Wendell aan Quincy of hij met hem Chris zal vernietigen. Als ze dan zouden winnen, zouden ze de prijs verdelen. Quincy antwoordt niet, en springt op Prodigy. Dan werkt Quincy met Chris en vernietigen ze Wendell, maar toen Quincy en Chris stopten, doodden Wendell en Quincy elkaar. Chris wordt de winnaar, maar het spel is nog niet voorbij. Sheldon mag het ziekenhuis verlaten. Hierdoor strijdt hij de finale tegen Chris. Maar voordat er iets gebeurt, bekent Quincy aan Tracy dat hij van haar houdt, maar Wendell overtuigt iedereen dat Quincy het zegt om Tracy voor schut te zetten. Tracy weet dat dat niet waar is, en is niet zeker wat Quincy zei.  
Sheldon en Chris vervolgen de strijd, en na een aantal epische gebeurtenissen wint Sheldon. Chris en Quincy zijn niet blij, maar ook niet boos over hun verlies. Ash komt dan uit het publiek en zegt dat Chris het goed deed. Chris en Ash gaan naar het bal, samen met Quincy en Tracy die dansen op een lied van Big Time Rush. Tijdens de aftiteling worden de balfoto's van Ash, Tracy, Chris, en Quincy getoond.

## Rolverdeling
- Jerry Trainor als Quincy Johnson
- Jennette McCurdy als Christina "Prodigy" Saunders
- Amir Talai als Wendell
- Janet Varney als Tracy Saunders
- Nick Benson als Sheldon
- Jean-Luc Bilodeau als Ash

## Kijkers
The film werd tijdens de première in de Verenigde Staten bekeken door 5,3 miljoen kijkers. In Nederland waren dit 164.000 kijkers tijdens de première.

## Trivia
- In meerdere scènes van de film is als achtergrondmuziek de groep Big Time Rush te horen.